# برسيلا بونتير
برسيلا بونتير (بالإنجليزية: Priscilla Pointer)‏ هي ممثلة أمريكية، ولدت في 18 مايو 1924 بنيويورك في الولايات المتحدة.

## الأعمال

### أفلام
| السنة | العنوان                         | الدور                  |
| ----- | ------------------------------- | ---------------------- |
| 1976  | كاري                            | إليانور سنيل           |
| 1984  | ميكي ومود                       | ديانا هاتشيسون         |
| 1986  | بلو فلفت                        | السيدة بومونت          |
| 1987  | كابوس شارع إيلم 3: محاربي الحلم | الدكتورة إليزابيث سيمز |
| 1999  | جحيم                            | السيدة هنري هوارد      |

### مسلسلات
| السنة     | العنوان      | الدور                 |
| --------- | ------------ | --------------------- |
| 1978      | كوينسي إم إي | والدة الضحية          |
| 1981–1983 | دالاس        | ريبيكا بارنز وينتوورث |
| 1994      | إي آر        | السيدة أبيرناثي       |
| 2001      | القاضية إيمي | مارغريت بالمر         |
| 2006      | كولد كيس     | ليليان فاين           |

## روابط خارجية
- برسيلا بونتير على موقع IMDb (الإنجليزية)
- برسيلا بونتير على موقع ميتاكريتيك (الإنجليزية)
- برسيلا بونتير على موقع ألو سيني (الفرنسية)
- برسيلا بونتير على موقع تيرنر كلاسيك موفيز (الإنجليزية)
- برسيلا بونتير على موقع أول موفي (الإنجليزية)
- برسيلا بونتير على موقع قاعدة بيانات برودواي على الإنترنت (الإنجليزية)
- برسيلا بونتير على موقع قاعدة بيانات الأفلام السويدية (السويدية)
- برسيلا بونتير على موقع قاعدة بيانات الفيلم (الإنجليزية)
- برسيلا بونتير على موقع كينوبويسك (الروسية)